# قرار مجلس الأمن التابع للأمم المتحدة رقم 1212
قرار مجلس الأمن التابع للأمم المتحدة رقم 1212، المعتمد في 25 تشرين الثاني / نوفمبر 1998، بعد التذكير بجميع القرارات ذات الصلة بشأن هايتي بما في ذلك القرار 1141 (1997)، مدد المجلس ولاية بعثة الشرطة المدنية التابعة للأمم المتحدة في هايتي لسنة إضافية.
وأشار مجلس الأمن أن الشرطة المدنية التابعة للأمم المتحدة والبعثة المدنية الدولية وبرنامج الأمم المتحدة الإنمائي قد اضطلعت بدور رئيسي في هايتي من خلال المساعدة في بناء قوة شرطة واستعادة الديمقراطية والعدالة. ورحب في هذا الصدد باستمرار إضفاء الطابع المهني على الشرطة الوطنية الهايتية وبالتقدم المحرز نحو «خطة تطوير الشرطة الوطنية الهايتية للفترة 1997-2001». وشدد المجلس على الصلة بين السلام والتنمية، مشيراً إلى أن المساعدة الدولية ضرورية لتحقيق السلام على المدى الطويل في البلاد. لذلك كان هناك قلق من أن الجمود السياسي يمكن أن يشكل خطراً على عملية السلام.
وتم تسليط الضوء على أهمية وجود قوة شرطة عاملة وتم تمديد ولاية بعثة الشرطة المدنية التابعة للأمم المتحدة بناء على طلب الحكومة الهايتية. ولم يتم تمديدها إلى ما بعد 30 تشرين الثاني / نوفمبر 1999، وطُلب من الأمين العام تقديم تقرير عن البعثة كل ثلاثة أشهر. وعلاوة على ذلك، فإن استمرار المساعدة من جانب المجتمع الدولي، بما في ذلك المجلس الاقتصادي والاجتماعي للأمم المتحدة، أمر ضروري. وأخيراً، تم حث القادة السياسيين الهايتيين على التفاوض لإنهاء الأزمة السياسية وإصلاح نظام العدالة، ولا سيما السجون.
تم تبني القرار بأغلبية 13 صوتاً وامتناع عضوين عن التصويت من الصين وروسيا. ولم تقبل مقترحات الصين بالتمديد المناسب للولاية، وأعربت روسيا عن قلقها إزاء تمديد وجود الأمم المتحدة في هايتي عدة مرات، مشيرة إلى أن ذلك لن يعزز سلطة المجلس أو الثقة في قراراته.

## روابط خارجية
- نص القرار في undocs.org